# Erepsia ramosa
Erepsia ramosa är en isörtsväxtart som beskrevs av L. Bol. Erepsia ramosa ingår i släktet Erepsia och familjen isörtsväxter. Inga underarter finns listade i Catalogue of Life.